# Steingrubenkopf
Steingrubenkopf eller Steingrubenkogel är en bergstopp i Österrike. Den ligger i förbundslandet Tyrolen, i den centrala delen av landet. Toppen på Steingrubenkopf är 3 228 meter över havet.
Den högsta punkten i närheten är Malhamspitzen, 3 373 meter över havet, 2,0 km norr om Steingrubenkopf.
Trakten runt Steingrubenkopf består i huvudsak av kala bergstoppar och isformationer.